# Condado de Hughes (Oklahoma)
O Condado de Hughes é um dos 77 condados do estado norte-americano do Oklahoma. A sede do condado é Holdenville, que também é a maior cidade.
A área do condado é de 2110 km² (dos quais 20 km² são cobertos por água), a população estimada de 13,279 habitantes (2019) e a densidade populacional de 7 hab/km².

## Condados adjacentes
- Condado de Okfuskee (norte)
- Condado de McIntosh (nordeste)
- Condado de Pittsburg (leste)
- Condado de Coal (sul)
- Condado de Pontotoc (sudoeste)
- Condado de Seminole (oeste)

## Cidades e Vilas
- Atwood
- Calvin
- Dustin
- Gerty
- Holdenville
- Horntown
- Lamar
- Spaulding
- Stuart
- Wetumka
- Yeager